# سوریا سمستا
سوریا سمستا (انگلیسی: Surya Semesta) شرکت املاک اندونزیایی است، که در سال ۱۹۷۱ تأسیس شد.